# Desa Kepek (administrativ by i Indonesien, lat -7,96, long 110,59)
Desa Kepek är en administrativ by i Indonesien.   Den ligger i provinsen Yogyakarta, i den västra delen av landet, 500 km öster om huvudstaden Jakarta.